# Karl Hauptmannl
Karl Hauptmannl (* 16. Februar 1918 in Tepl; † 28. Juni 1993) war ein deutscher Lehrer.
Hauptmannl war Lehrer und Schulleiter im Landkreis Rothenburg ob der Tauber und im Landkreis Fürth. Von 1964 bis 1982 war er berufsmäßiger Stadtrat in Fürth für das Schul-, Kultur- und Sportwesen. Von 1954 bis 1970 war er bayerischer Landesvorsitzender der Gewerkschaft Erziehung und Wissenschaft sowie Mitglied des Bundesvorstands der Gewerkschaft.
Er gehörte den Räten des Marktes Cadolzburg, der Gemeinde Stadeln und des Landkreises Fürth an. Vom 1. Januar 1968 bis zum 31. Dezember 1979 war er Mitglied des Bayerischen Senats.
Von Juli 1967 bis Oktober 1970 war er Präsident der Spielvereinigung Fürth.